# Poljana (Lipik)
Poljana je naselje u Republici Hrvatskoj u Požeško-slavonskoj županiji, u sastavu grada Lipika.

## Zemljopis
Poljana se nalaze zapadno od Lipika, susjedna naselja su Janja Lipa na jugu, Međurić na jugozapadu, Antunovac na sjeveru, Gaj na sjeveroistoku te Marino Selo na sjeverozapadu.

## Stanovništvo
Prema popisu stanovništva iz 2011. godine Poljana je imala 547 stanovnika.
| broj stanovnika | 437   | 507   | 591   | 776   | 857   | 888   | 780   | 888   | 831   | 813   | 869   | 770   | 761   | 669   | 626   | 547   | 425   |
|                 | 1857. | 1869. | 1880. | 1890. | 1900. | 1910. | 1921. | 1931. | 1948. | 1953. | 1961. | 1971. | 1981. | 1991. | 2001. | 2011. | 2021. |